# Горнолыжный спорт на зимних Олимпийских играх 1994

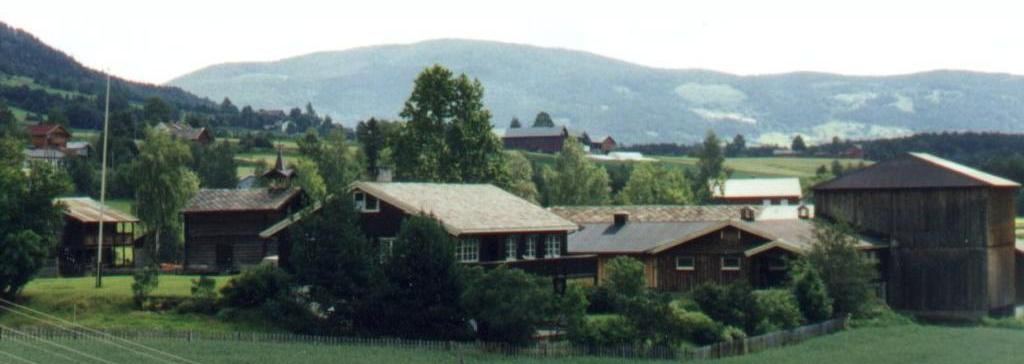
Рингебу, где расположен Квитфьелль

Соревнования по горнолыжному спорту на зимних Олимпийских играх 1994 прошли с 13 по 27 февраля. Были разыграны 10 комплектов наград (по 5 у мужчин и женщин).
Скоростные дисциплины (скоростной спуск и супергигант) были проведены в Квитфьелле, горнолыжном курорте в Рингебу, расположенном в 50 км к северу от Лиллехаммера. Технические дисциплины (слалом и гигантский слалом) были проведены в Хафьелле, горнолыжном курорте в Эйере, расположенном между Рингебу и Лиллехаммером, в 18 км к северу от последнего. Женский скоростной спуск изначально также планировалось провести в Хафьелле, однако спортсменки посчитали, что трасса слишком простая и плоская, и по их просьбе соревнования были перенесены в Квитфьелль.
Комбинация была проведена в несколько другом формате, чем ранее на Олимпийских играх. Итоговый результат складывался из суммы времён, показанных в скоростном спуске и 2 попытках в слаломе, тогда как раньше результаты в слаломе и скоростном спуске пересчитывались по специальной очковой системе. Новый формат стал более выгоден для слаломистов.

## Медали

### Медалисты

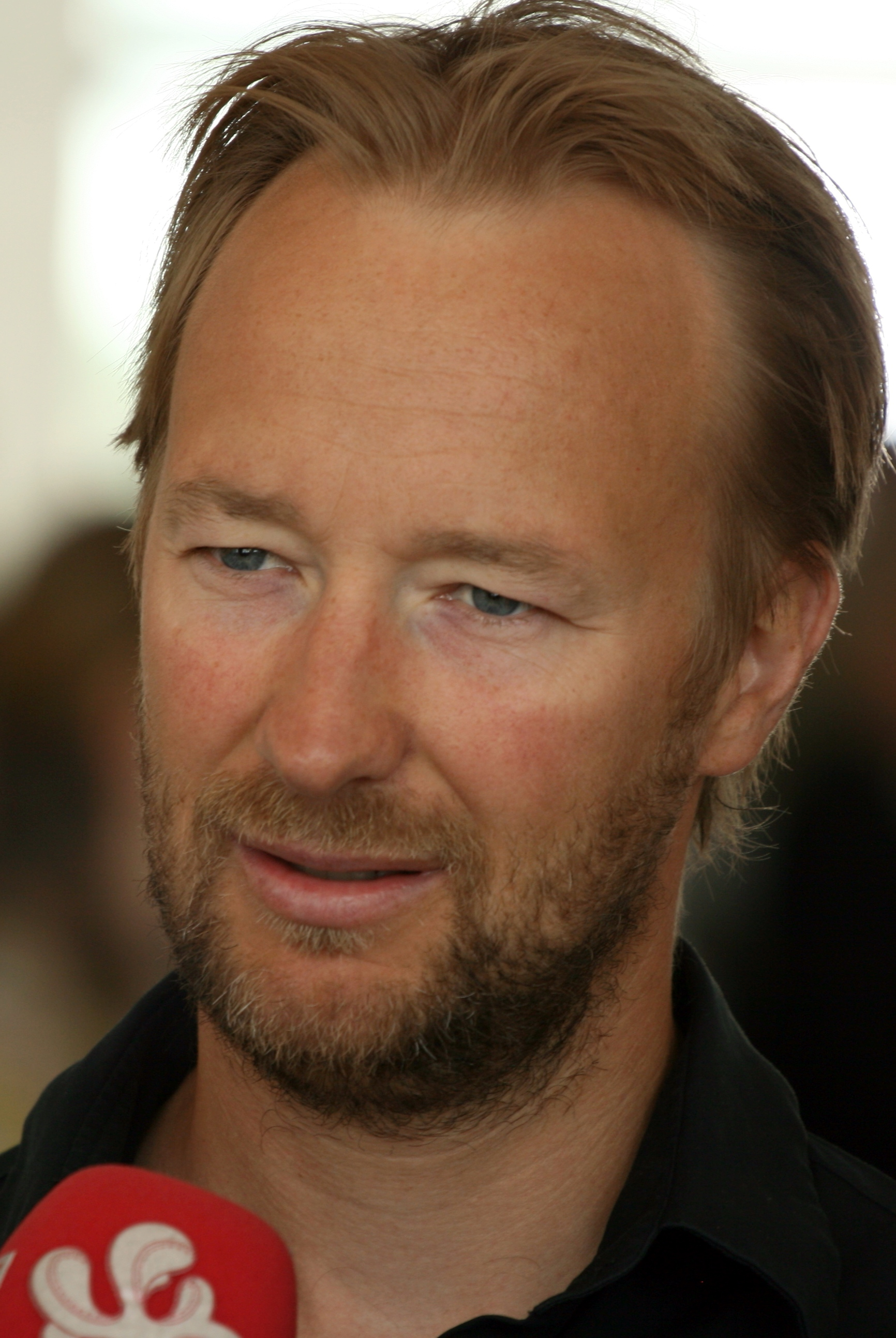
Норвежец Четиль Андре Омодт к 2 медалям Альбервиля-1992 прибавил 3 награды на домашней Олимпиаде

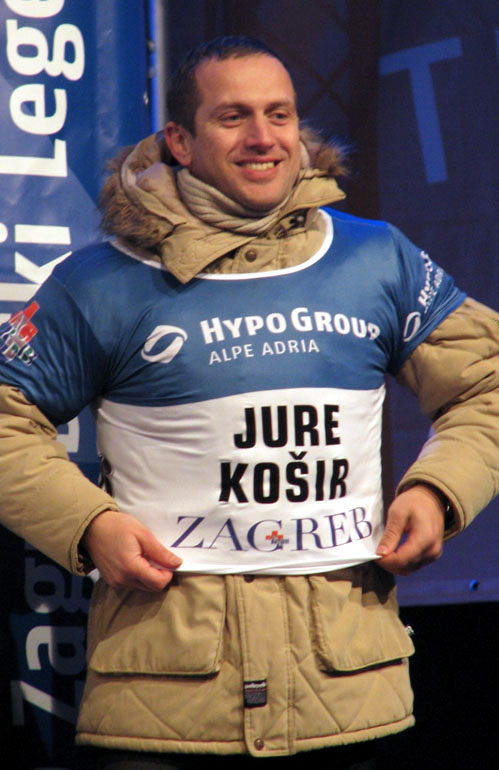
Словенец Юре Кошир выиграл бронзу в слаломе

#### Мужчины
| Дисциплина                      | Золото                      | Серебро                     | Бронза                        |
| Скоростной спуск см. подробнее  | Томми Мо США                | Четиль Андре Омодт Норвегия | Эд Подивински Канада          |
| Супергигант см. подробнее       | Маркус Васмайер Германия    | Томми Мо США                | Четиль Андре Омодт Норвегия   |
| Гигантский слалом см. подробнее | Маркус Васмайер Германия    | Урс Келин Швейцария         | Кристиан Майер Австрия        |
| Слалом см. подробнее            | Томас Штангассингер Австрия | Альберто Томба Италия       | Юре Кошир Словения            |
| Комбинация см. подробнее        | Лассе Чьюс Норвегия         | Четиль Андре Омодт Норвегия | Х. К. Странн Нильсен Норвегия |

#### Женщины
| Дисциплина                      | Золото                   | Серебро                   | Бронза                  |
| Скоростной спуск см. подробнее  | Катя Зайцингер Германия  | Пикабо Стрит США          | Изольде Костнер Италия  |
| Супергигант см. подробнее       | Дайанн Рофф США          | Светлана Гладышева Россия | Изольде Костнер Италия  |
| Гигантский слалом см. подробнее | Дебора Компаньони Италия | Мартина Эртль Германия    | Френи Шнайдер Швейцария |
| Слалом см. подробнее            | Френи Шнайдер Швейцария  | Эльфи Эдер Австрия        | Катя Корен Словения     |
| Комбинация см. подробнее        | Пернилла Виберг Швеция   | Френи Шнайдер Швейцария   | Аленка Довжан Словения  |

### Общий зачёт
(Жирным выделено самое большое количество медалей в своей категории; принимающая страна также выделена)
| Общее количество медалей |           |        |         |        |       |
| Место                    | Страна    | Золото | Серебро | Бронза | Всего |
| 1                        | Германия  | 3      | 1       | 0      | 4     |
| 2                        | США       | 2      | 2       | 0      | 4     |
| 3                        | Норвегия  | 1      | 2       | 2      | 5     |
| 4                        | Швейцария | 1      | 2       | 1      | 4     |
| 5                        | Италия    | 1      | 1       | 2      | 4     |
| 6                        | Австрия   | 1      | 1       | 1      | 3     |
| 7                        | Швеция    | 1      | 0       | 0      | 1     |
| 8                        | Россия    | 0      | 1       | 0      | 1     |
| 9                        | Словения  | 0      | 0       | 3      | 3     |
| 10                       | Канада    | 0      | 0       | 1      | 1     |